# Opisthocheiron elegans
Opisthocheiron elegans är en mångfotingart som beskrevs av Ribaut 1922. Opisthocheiron elegans ingår i släktet Opisthocheiron och familjen Opisthocheiridae. Inga underarter finns listade i Catalogue of Life.